# Antidepressivo noradrenérgico e serotoninérgico específico

Estrutura química da mirtazapina

Os antidepressivos noradrenérgicos e serotoninérgicos específicos (ANES/NaSSAs) são uma classe de fármacos utilizada principalmente como antidepressivos. Eles atuam antagonizando o receptor adrenérgico alfa 2 e alguns receptores de serotonina, como 5-HT2A e 5-HT2C, mas também no 5-HT3, 5-HT6 e, em alguns casos, no 5-HT7. Ao bloquear os autorreceptores e heterorreceptores adrenérgicos alfa 2, os ANES melhoram a neurotransmissão adrenérgica e serotoninérgica cerebral, principalmente através da neurotransmissão mediada por 5-HT1A, e por isso produz efeitos eficazes na regulação do humor. Além disso, devido ao bloqueio de certos receptores de serotonina, a neurotransmissão serotonérgica não produz efeitos em áreas indesejadas, o que diminui a incidência de efeitos colaterais frequentemente associados aos inibidores selectivos da recaptação da serotonina (ISRS). Devido à sua elevada seletividade, os NaSSAs são considerados serotononigérgicos específicos.

## Lista de ANES
Os ANES incluem os seguintes fármacos:
- Aptazapina (CGS-7525A)
- Esmirtazapina (ORG-50.081)
- Mianserina (Bolvidon, Norval, Tolvon)[4]
- Mirtazapina (Norset, Remeron, Avanza, Zispin)[4]
- Setiptilina/teciptilina (Tecipul)

Todos esses compostos são análogos e também podem ser classificados como antidepressivos tetracíclicos (ADTCs), devido a suas estruturas químicas semelhantes.
S32212, um ANE estruturalmente novo e com um perfil de seletividade ainda mais aprimorado (por exemplo, não produz efeitos anti-histamínicos) foi descrito em 2012. Os ensaios pré-clínicos preliminares foram concluídos, e o fármaco aguarda ser avaliado em ensaios clínicos para evidências mais robustas de sua eficácia.